# Dům tisku
Dům tisku (srbsky v cyrilici Дом штампе, v latince Dom štampe) je moderní budova v centru Bělehradu, nacházející se na Náměstí republiky. Rohová osmipatrová[zdroj?] budova tvoří dohromady jeden blok s Palácem Albánie.
Dům tisku je jednou z nejvýznamnějších prací jugoslávského architekta Ratomira Bogojeviće (spolu s budovou Odeonu). Současný návrh vyšel ze soutěže, řízenou porotou v čele se známým architektem Dragišou Brašovanem. Budova, která nemá jasně definované průčelí, svojí výškou překonává většinu objektů na náměstí, včetně národního divadla a Národního muzea. Vítězný projekt budovy byl vybrán roku 1957 a slavnostně dokončen v roce 1961. Od téhož roku slouží také jako Kulturní centrum Bělehradu.
V roce 2014 byla budova předmětem diskuzí v souvislosti s dostavbou devátého a desátého patra a zásahu do původní kompozice stavby.

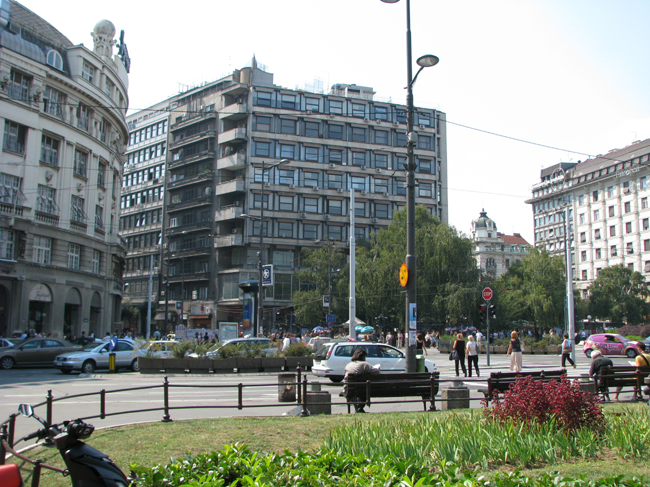
Východní fasáda